# Fouquescourt
Fouquescourt é uma comuna francesa na região administrativa de Altos da França, no departamento de Somme. Estende-se por uma área de 5,45 km². Em 2010 a comuna tinha 160 habitantes (densidade: 29,4 hab./km²).